# Landtagswahl in Baden-Württemberg 2011
- SPD: 35
- Grüne: 36
- FDP: 7
- CDU: 60

- Regierung: 71
- Opposition: 67

Bei der Landtagswahl in Baden-Württemberg am 27. März 2011 wurde der 15. Landtag von Baden-Württemberg gewählt. Die Wahl fand gleichzeitig mit der Landtagswahl in Rheinland-Pfalz und den Kommunalwahlen in Hessen und eine Woche nach der Landtagswahl in Sachsen-Anhalt statt.
Nachdem CDU-Ministerpräsident Günther Oettinger zur EU abberufen wurde und im Februar 2010 Stefan Mappus nachrückte, zeichnete sich bereits im Sommer 2010, vor der Niederschlagung der Stuttgart21-Proteste, in Umfragen ein Ende der Vorherrschaft von CDU mit Juniorpartner FDP ab, und dass die Grünen die SPD überholen könnten. Zwei Wochen vor der Wahl 2011 führte eine schwere Naturkatastrophe in Japan zu Folgeschäden im Kernkraftwerk Fukushima, aber der Wahlausgang gegenüber vorherigen Umfragen wurde nicht merklich beeinflusst: die Grünen konnten ihren Stimmenanteil mehr als verdoppeln, dabei die SPD auf Rang drei verweisen, eine grün-rote Regierungsmehrheit war gegeben, da die bisherigen Regierungspartner CDU und FDP jeweils über 5 % Wählerzuspruch verloren haben. 
Bei einer deutlich erhöhten Wahlbeteiligung von 66,3 % erreichten die CDU 39,0 % (60 Sitze), die Grünen 24,2 % (36), die SPD 23,1 % (35) und die FDP übersprang mit 5,3 % (7) die 5%-Hürde nur knapp. Obwohl weiterhin klar stärkste Fraktion, musste die CDU in der Folge nach 58 Jahren die Regierungsverantwortung an eine Koalition aus Grünen und SPD abgeben; mit Winfried Kretschmann wurde erstmals ein Grünen-Politiker zum Regierungschef eines deutschen Bundeslandes gewählt.

## Ausgangslage
Der seit 1991 amtierende Ministerpräsident Erwin Teufel trat im April 2005 zurück, ein Jahr vor der Landtagswahl in Baden-Württemberg 2006. Eine Mitgliederbefragung der CDU votierte für Günther Oettinger als Landesvorsitzenden, Ministerpräsident und Spitzenkandidat. Seine CDU-FDP-Regierung gewann die Wahl, von 2006 bis 2010 führte Oettinger das neue CDU-FDP-Kabinett, wurde jedoch 2009 zur EU-Kommission gerufen. Wieder war die CDU als Königsmacher tätig und präsentierte nun Stefan Mappus als neuen „Landesvater“. In seiner kurzen Amtszeit als Ministerpräsident ab Februar 2010 wurde er nicht populär. Bereits im Sommer 2010 hatte in Umfragen die Opposition von SPD und Bündnis 90/Die Grünen eine Mehrheit, wobei die Grünen alsbald vorne lagen. Dieser Wechsel bestätigte sich in der Wahl.
Mit Beginn der neuen Wahlperiode zum 1. Mai 2011 kam es zu einigen grundsätzlichen Änderungen: Das bisherige „Feierabendparlament“ wurde ein Vollzeitparlament. Die staatliche Altersentschädigung entfällt ab 2011, künftig müssen die Abgeordneten selbst für ihre Altersversorgung aufkommen.
Kennzeichnend für das Wahlverfahren in Baden-Württemberg ist, dass bis zur Änderung 2023 keine Landes- oder Bezirkslisten aufgestellt wurden, wie das in anderen Bundesländern üblich ist. Der Wähler hatte nur eine Stimme. Der Landtag mit nominell 120 Abgeordneten wird alle fünf Jahre gewählt. Wer die meisten Stimmen in einem der 70 Wahlkreise erreichte, erhielt das Direktmandat für diesen Wahlkreis und zieht in den Landtag ein. Die 120 Sitze werden landesweit im Sainte-Laguë/Schepers-Verfahren auf alle Parteien verteilt, die mindestens 5 % der Stimmen erreicht haben. Danach werden die Sitze jeder Partei – wieder nach Sainte-Laguë/Schepers – auf die vier Regierungsbezirke Baden-Württembergs verteilt. Stehen einer Partei in einem Regierungsbezirk mehr Sitze zu, als sie hier Direktmandate erreicht hat, werden die weiteren Sitze der Partei innerhalb des Regierungsbezirks an unterlegene Wahlkreisbewerber mit den höchsten Stimmenanteilen innerhalb ihrer Partei zugeteilt. Diese Mandate werden Zweitmandate genannt. Daher mussten die Spitzenleute der Parteien in den Parteihochburgen antreten und dort erfolgreich sein.
Kandidieren durfte, wer wahlberechtigt und nicht von der Wählbarkeit ausgeschlossen war. Wahlvorschläge konnten bis 27. Januar 2011, 18 Uhr beim zuständigen Wahlleiter eingereicht werden. Es wurden 19 Parteien und sechs Einzelbewerber zur Wahl zugelassen.

### Parteien
Zu den Landtagswahlen traten Kandidaten von 19 Parteien und sechs Einzelbewerber an. Neben den im Landtag vertretenen Parteien CDU, SPD, Grüne und FDP kandidierten die Linke, die Republikaner und die Piratenpartei in allen 70 Wahlkreisen.
| Partei                                                                                        | Kürzel          | Wahlkreise | Spitzenkandidat(en)             | Mitgliederzahl |
| --------------------------------------------------------------------------------------------- | --------------- | ---------- | ------------------------------- | -------------- |
| Christlich Demokratische Union Baden-Württemberg                                              | CDU             | 70         | Stefan Mappus                   | 72.000         |
| Sozialdemokratische Partei Baden-Württemberg                                                  | SPD             | 70         | Nils Schmid                     | 39.000         |
| Bündnis 90/Die Grünen Baden-Württemberg                                                       | GRÜNE           | 70         | Winfried Kretschmann            | 7.800          |
| Freie Demokratische Partei/Demokratische Volkspartei Baden-Württemberg                        | FDP             | 70         | Ulrich Goll                     | 8.000          |
| Die Linke Baden-Württemberg                                                                   | Die LINKE       | 70         | Marta Aparicio, Roland Hamm     | 3.000          |
| Die Republikaner Baden-Württemberg                                                            | REP             | 70         | Rolf Schlierer, Ulrich Deuschle | 1.200          |
| Piratenpartei Deutschland                                                                     | PIRATEN         | 70         |                                 | 1.448          |
| Nationaldemokratische Partei Deutschlands                                                     | NPD             | 68         | Jürgen Schützinger              | 550            |
| Ökologisch-Demokratische Partei                                                               | ÖDP             | 63         | Bernd Richter                   | 1.000          |
| Bündnis für Innovation und Gerechtigkeit                                                      | BIG             | 16         |                                 | 100            |
| AUF – Partei für Arbeit, Umwelt und Familie                                                   | AUF             | 15         |                                 | 150            |
| Partei Bibeltreuer Christen                                                                   | PBC             | 10         |                                 | 1.000          |
| Die Violetten – für spirituelle Politik                                                       | Die Violetten   | 8          |                                 | 200            |
| Ab jetzt…Bündnis für Deutschland                                                              | Volksabstimmung | 5          |                                 | 150            |
| Bürgerrechtsbewegung Solidarität                                                              | BüSo            | 3          | Eugenia Fix                     | 75             |
| Familien-Partei Deutschlands                                                                  | FAMILIE         | 2          |                                 | 35             |
| Revolutionär Sozialistischer Bund                                                             | RSB             | 2          |                                 | 61             |
| Partei für Arbeit, Rechtsstaat, Tierschutz, Elitenförderung und basisdemokratische Initiative | Die PARTEI      | 1          |                                 | 700+           |
| Deutsche Kommunistische Partei                                                                | DKP             | 1          |                                 | 4+             |

## Wahlergebnis

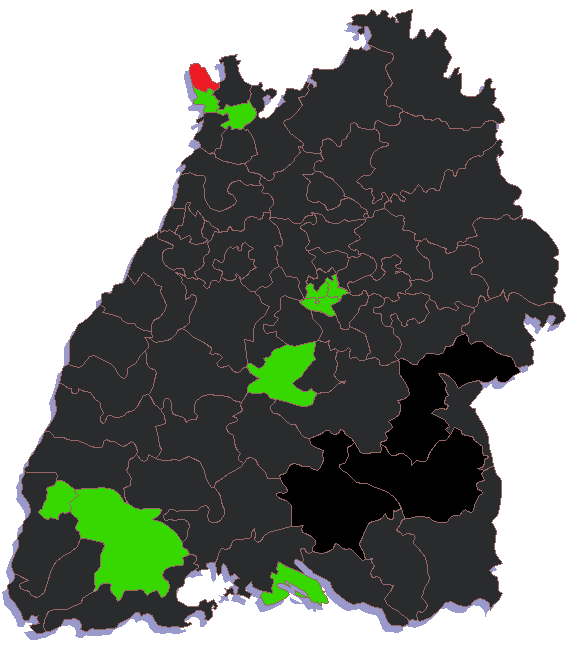
Ergebnisse in den Wahlkreisen (schwarz: absolute Mehrheit für CDU, dunkelgrau: relative Mehrheit für CDU, grün: relative Mehrheit für GRÜNE, rot: relative Mehrheit für SPD)

Übersicht über die Ergebnisse bei Landtagswahlen in Baden-Württemberg 1952–2021

Das Ergebnis der Landtagswahl 2011 führte zu einem vielfach als „historisch“ gewerteten Regierungswechsel in Baden-Württemberg: Die bisher regierenden Parteien CDU und FDP verfügten im neuen Landtag gemeinsam nur noch über 67 von 139 Sitzen, drei zu wenig für eine Mehrheit. Die CDU war nach der Bildung eines grün-roten Kabinetts zum ersten Mal seit 1953 in der Opposition und stellte nicht mehr den Ministerpräsidenten von Baden-Württemberg. Außerdem wurde mit Winfried Kretschmann erstmals ein Politiker der Grünen Regierungschef eines Bundeslandes.
| Parteien                         | Sitze |
| -------------------------------- | ----- |
| Zweidrittelmehrheit (≥ 92 Sitze) |       |
| CDU, Grüne                       | 96    |
| CDU, SPD                         | 95    |
| Absolute Mehrheit (≥ 70 Sitze)   |       |
| Grüne, SPD                       | 71    |
| Keine Mehrheit (< 69 Sitze)      |       |
| CDU, FDP                         | 67    |
| Sitze gesamt                     | 138   |

SPD und Grüne erreichten zusammen 71 Sitze, wobei die Grünen mit 36 Sitzen einen Sitz vor der SPD lagen. Winfried Kretschmann wurde am 12. Mai 2011 mit 73 Stimmen zum ersten grünen Ministerpräsidenten in der Geschichte der Bundesrepublik Deutschland gewählt. Seine Partei konnte von insgesamt 70 Wahlkreisen neun gewinnen, die fast alle in von Universitäten geprägten Städten und deren Umland sowie in der Landeshauptstadt Stuttgart liegen. Im Wahlkreis Mannheim I war die SPD erfolgreich, die restlichen 60 Wahlkreise wurden von der CDU gewonnen.
Die Wahlbeteiligung stieg deutlich um 12,9 Punkte auf 66,3 Prozent, nachdem sie bei der vorangegangenen Landtagswahl einen historischen Tiefstwert erreicht hatte.
Nach dem amtlichen Ergebnis verteilten sich die Stimmen wie folgt:
|                        | 2011      | 2011         | 2011                      | 2011              | 2011  | 2006      | 2006         | 2006  | Veränderung | Veränderung | Veränderung |
| Partei                 | Stimmen   | %            | Kreis- wahl- vor- schläge | Direkt- man- date | Sitze | Stimmen   | %            | Sitze | Stimmen     | %-Pkte.     | Sitze       |
| ---------------------- | --------- | ------------ | ------------------------- | ----------------- | ----- | --------- | ------------ | ----- | ----------- | ----------- | ----------- |
| CDU                    | 1.943.912 | 39,01        | 70                        | 60                | 60    | 1.748.766 | 44,15        | 69    | +193.638    | −5,15       | − 9         |
| Grüne                  | 1.206.182 | 24,20        | 70                        | 9                 | 36    | 462.889   | 11,69        | 17    | +742.619    | +12,52      | +19         |
| SPD                    | 1.152.594 | 23,13        | 70                        | 1                 | 35    | 996.207   | 25,15        | 38    | +155.652    | −2,02       | −3          |
| FDP                    | 262.784   | 5,27         | 70                        |                   | 7     | 421.994   | 10,65        | 15    | −159.474    | −5,38       | −8          |
| Die Linkea             | 139.700   | 2,80         | 70                        |                   |       | 121.753   | 3,07         |       | +17.853     | −0,27       |             |
| Piraten                | 103.618   | 2,08         | 70                        |                   |       | n. a.     | n. a.        |       | +103.392    | +2,08       |             |
| REP                    | 56.723    | 1,14         | 70                        |                   |       | 100.081   | 2,53         |       | −43.358     | −1,39       |             |
| NPD                    | 48.227    | 0,97         | 68                        |                   |       | 29.219    | 0,74         |       | +18.990     | +0,23       |             |
| ÖDP                    | 42.539    | 0,85         | 63                        |                   |       | 21.761    | 0,55         |       | +20.708     | +0,30       |             |
| AUF                    | 10.420    | 0,21         | 15                        |                   |       | n. a.     | n. a.        |       | +10.421     | +0,21       |             |
| PBC                    | 4.652     | 0,09         | 10                        |                   |       | 26.759    | 0,68         |       | −22.112     | −0,58       |             |
| BIG                    | 3.463     | 0,07         | 16                        |                   |       | n. a.     | n. a.        |       | +3.463      | +0,07       |             |
| Volksabstimmung        | 2.490     | 0,05         | 5                         |                   |       | 767       | 0,02         |       | +1.722      | +0,03       |             |
| DIE VIOLETTEN          | 1.862     | 0,04         | 8                         |                   |       | n. a.     | n. a.        |       | +1.860      | +0,04       |             |
| FAMILIE                | 1.285     | 0,03         | 2                         |                   |       | n. a.     | n. a.        |       | +1.280      | +0,03       |             |
| Die PARTEI             | 384       | 0,01         | 1                         |                   |       | 742       | 0,02         |       | −358        | −0,01       |             |
| BüSo                   | 307       | 0,01         | 3                         |                   |       | n. a.     | n. a.        |       | +307        | +0,01       |             |
| DKP                    | 105       | 0,00         | 1                         |                   |       | n. a.     | n. a.        |       | +105        | +0,00       |             |
| RSB                    | 104       | 0,00         | 2                         |                   |       | 144       | 0,00         |       | −40         | −0,00       |             |
| Einzelbewerber         | 2.368     | 0,05         | 6                         |                   |       | 5.892     | 0,15         |       | −3.532      | −0,10       |             |
| sonstige Parteien 2006 | n. a.     | n. a.        |                           |                   |       | 23.641    | 0,60         |       | −23.641     | −0,60       |             |
| total gültige Stimmen  | 4.983.719 | 100,00 98,63 | 690                       | 70                | 138   | 3.960.615 | 100,00 98,71 | 139   | +1.019.499  | −0,08       | −1          |
| ungültige Stimmen      | 68.222    | 1,37         |                           |                   |       | 51.826    | 1,29         |       | +17.217     | +0,08       |             |
| Wähler Wahlbeteiligung | 5.051.941 | 100,00 66,3  |                           |                   |       | 4.012.441 | 100,00 53,38 |       | +1.036.716  | +12,86      |             |
| Wahlberechtigte        | 7.622.873 | 100,00       |                           |                   |       | 7.516.919 | 100,00       |       | +106.036    |             |             |

a) 2006 als WASG; n. a. = nicht angetreten
|                                 | Regierungsbezirk Stuttgart                                                 | Regierungsbezirk Stuttgart                                                 | Regierungsbezirk Stuttgart                                                 | Regierungsbezirk Stuttgart                                                 | Regierungsbezirk Stuttgart                                                 | Regierungsbezirk Karlsruhe                                                | Regierungsbezirk Karlsruhe                                                | Regierungsbezirk Karlsruhe                                                | Regierungsbezirk Karlsruhe                                                | Regierungsbezirk Karlsruhe                                                | Regierungsbezirk Freiburg                       | Regierungsbezirk Freiburg                       | Regierungsbezirk Freiburg                       | Regierungsbezirk Freiburg                       | Regierungsbezirk Freiburg                       | Regierungsbezirk Tübingen | Regierungsbezirk Tübingen | Regierungsbezirk Tübingen | Regierungsbezirk Tübingen | Regierungsbezirk Tübingen |
| Anzahl/ Stimmen                 | %                                                                          | Kreis- wahl- vor- schläge                                                  | Direkt- man- date                                                          | Sitze                                                                      | Anzahl/ Stimmen                                                            | %                                                                         | Kreis- wahl- vor- schläge                                                 | Direkt- man- date                                                         | Sitze                                                                     | Anzahl/ Stimmen                                                           | %                                               | Kreis- wahl- vor- schläge                       | Direkt- man- date                               | Sitze                                           | Anzahl/ Stimmen                                 | %                         | Kreis- wahl- vor- schläge | Direkt- man- date         | Sitze                     |                           |
| ------------------------------- | -------------------------------------------------------------------------- | -------------------------------------------------------------------------- | -------------------------------------------------------------------------- | -------------------------------------------------------------------------- | -------------------------------------------------------------------------- | ------------------------------------------------------------------------- | ------------------------------------------------------------------------- | ------------------------------------------------------------------------- | ------------------------------------------------------------------------- | ------------------------------------------------------------------------- | ----------------------------------------------- | ----------------------------------------------- | ----------------------------------------------- | ----------------------------------------------- | ----------------------------------------------- | ------------------------- | ------------------------- | ------------------------- | ------------------------- | ------------------------- |
| Wahlberechtigte                 | 2.776.458                                                                  |                                                                            |                                                                            |                                                                            |                                                                            | 1.945.963                                                                 |                                                                           |                                                                           |                                                                           |                                                                           | 1.596.397                                       |                                                 |                                                 |                                                 |                                                 | 1.304.055                 |                           |                           |                           |                           |
| Wähler                          | 1.919.078                                                                  | 69,1                                                                       |                                                                            |                                                                            |                                                                            | 1.250.887                                                                 | 64,3                                                                      |                                                                           |                                                                           |                                                                           | 1.015.598                                       | 63,6                                            |                                                 |                                                 |                                                 | 866.378                   | 66,4                      |                           |                           |                           |
| Gültige Stimmen                 | 1.896.606                                                                  | 98,8                                                                       |                                                                            |                                                                            |                                                                            | 1.231.937                                                                 | 98,5                                                                      |                                                                           |                                                                           |                                                                           | 999.800                                         | 98,4                                            |                                                 |                                                 |                                                 | 855.376                   | 98,7                      |                           |                           |                           |
|                                 |                                                                            |                                                                            |                                                                            |                                                                            |                                                                            |                                                                           |                                                                           |                                                                           |                                                                           |                                                                           |                                                 |                                                 |                                                 |                                                 |                                                 |                           |                           |                           |                           |                           |
| CDU                             | 730.294                                                                    | 38,5                                                                       | 26                                                                         | 23                                                                         | 23                                                                         | 471.459                                                                   | 38,3                                                                      | 19                                                                        | 16                                                                        | 16                                                                        | 373.606                                         | 37,4                                            | 14                                              | 11                                              | 11                                              | 368.553                   | 43,1                      | 11                        | 10                        | 10                        |
| Grüne                           | 454.795                                                                    | 24,0                                                                       | 26                                                                         | 3                                                                          | 14                                                                         | 283.808                                                                   | 23,0                                                                      | 19                                                                        | 2                                                                         | 9                                                                         | 269.824                                         | 27,0                                            | 14                                              | 3                                               | 8                                               | 197.755                   | 23,1                      | 11                        | 1                         | 5                         |
| SPD                             | 443.585                                                                    | 23,4                                                                       | 26                                                                         |                                                                            | 14                                                                         | 307.034                                                                   | 24,9                                                                      | 19                                                                        | 1                                                                         | 10                                                                        | 228.321                                         | 22,8                                            | 14                                              |                                                 | 6                                               | 173.654                   | 20,3                      | 11                        |                           | 5                         |
| FDP/DVP                         | 107.012                                                                    | 5,6                                                                        | 26                                                                         |                                                                            | 3                                                                          | 62.851                                                                    | 5,1                                                                       | 19                                                                        |                                                                           | 2                                                                         | 50.316                                          | 5,0                                             | 14                                              |                                                 | 1                                               | 42.605                    | 5,0                       | 11                        |                           | 1                         |
| Die Linke                       | 52.893                                                                     | 2,8                                                                        | 26                                                                         |                                                                            |                                                                            | 36.270                                                                    | 2,9                                                                       | 19                                                                        |                                                                           |                                                                           | 27.622                                          | 2,8                                             | 14                                              |                                                 |                                                 | 22.915                    | 2,7                       | 11                        |                           |                           |
| Piraten                         | 36.402                                                                     | 1,9                                                                        | 26                                                                         |                                                                            |                                                                            | 29.094                                                                    | 2,4                                                                       | 19                                                                        |                                                                           |                                                                           | 19.555                                          | 2,0                                             | 14                                              |                                                 |                                                 | 18.567                    | 2,2                       | 11                        |                           |                           |
| REP                             | 24.851                                                                     | 1,3                                                                        | 26                                                                         |                                                                            |                                                                            | 12.703                                                                    | 1,0                                                                       | 19                                                                        |                                                                           |                                                                           | 9.208                                           | 0,9                                             | 14                                              |                                                 |                                                 | 9.961                     | 1,2                       | 11                        |                           |                           |
| NPD                             | 18.884                                                                     | 1,0                                                                        | 26                                                                         |                                                                            |                                                                            | 12.981                                                                    | 1,1                                                                       | 18                                                                        |                                                                           |                                                                           | 8.730                                           | 0,9                                             | 13                                              |                                                 |                                                 | 7.632                     | 0,9                       | 11                        |                           |                           |
| ÖDP                             | 14.231                                                                     | 0,8                                                                        | 25                                                                         |                                                                            |                                                                            | 8.161                                                                     | 0,7                                                                       | 17                                                                        |                                                                           |                                                                           | 8.902                                           | 0,9                                             | 10                                              |                                                 |                                                 | 11.245                    | 1,3                       | 11                        |                           |                           |
| AUF                             | 5.599                                                                      | 0,3                                                                        | 8                                                                          |                                                                            |                                                                            | 3.142                                                                     | 0,3                                                                       | 4                                                                         |                                                                           |                                                                           | 620                                             | 0,1                                             | 1                                               |                                                 |                                                 | 1.059                     | 0,1                       | 2                         |                           |                           |
| PBC                             | 692                                                                        | 0,0                                                                        | 2                                                                          |                                                                            |                                                                            | 1.482                                                                     | 0,1                                                                       | 2                                                                         |                                                                           |                                                                           | 2.478                                           | 0,2                                             | 6                                               |                                                 |                                                 |                           |                           | —                         |                           |                           |
| BIG                             | 2.675                                                                      | 0,1                                                                        | 11                                                                         |                                                                            |                                                                            | 788                                                                       | 0,1                                                                       | 5                                                                         |                                                                           |                                                                           |                                                 |                                                 | —                                               |                                                 |                                                 |                           |                           | —                         |                           |                           |
| Volksabstimmung                 | 1.470                                                                      | 0,1                                                                        | 3                                                                          |                                                                            |                                                                            |                                                                           |                                                                           | —                                                                         |                                                                           |                                                                           | 425                                             | 0,0                                             | 1                                               |                                                 |                                                 | 595                       | 0,1                       | 1                         |                           |                           |
| Übrige Parteien                 | 2.915 a                                                                    | 0,2                                                                        | 12                                                                         |                                                                            |                                                                            | 104 b                                                                     | 0,0                                                                       | 2                                                                         |                                                                           |                                                                           | 193 c                                           | 0,0                                             | 1                                               |                                                 |                                                 | 835 d                     | 0,1                       | 2                         |                           |                           |
| Einzelbewerber                  | 308                                                                        | 0,0                                                                        | 3                                                                          |                                                                            |                                                                            | 2.060                                                                     | 0,2                                                                       | 3                                                                         |                                                                           |                                                                           |                                                 |                                                 | —                                               |                                                 |                                                 |                           |                           | —                         |                           |                           |
| Überhang- und Ausgleichsmandate | CDU: 4 Überhangmandate Grüne: 2 Ausgleichsmandate SPD: 3 Ausgleichsmandate | CDU: 4 Überhangmandate Grüne: 2 Ausgleichsmandate SPD: 3 Ausgleichsmandate | CDU: 4 Überhangmandate Grüne: 2 Ausgleichsmandate SPD: 3 Ausgleichsmandate | CDU: 4 Überhangmandate Grüne: 2 Ausgleichsmandate SPD: 3 Ausgleichsmandate | CDU: 4 Überhangmandate Grüne: 2 Ausgleichsmandate SPD: 3 Ausgleichsmandate | CDU: 4 Überhangmandate Grüne: 1 Ausgleichsmandat SPD: 2 Ausgleichsmandate | CDU: 4 Überhangmandate Grüne: 1 Ausgleichsmandat SPD: 2 Ausgleichsmandate | CDU: 4 Überhangmandate Grüne: 1 Ausgleichsmandat SPD: 2 Ausgleichsmandate | CDU: 4 Überhangmandate Grüne: 1 Ausgleichsmandat SPD: 2 Ausgleichsmandate | CDU: 4 Überhangmandate Grüne: 1 Ausgleichsmandat SPD: 2 Ausgleichsmandate | CDU: 1 Überhangmandat Grüne: 1 Ausgleichsmandat | CDU: 1 Überhangmandat Grüne: 1 Ausgleichsmandat | CDU: 1 Überhangmandat Grüne: 1 Ausgleichsmandat | CDU: 1 Überhangmandat Grüne: 1 Ausgleichsmandat | CDU: 1 Überhangmandat Grüne: 1 Ausgleichsmandat |                           |                           |                           |                           |                           |

## Wahlkampf

### Themen

#### Stuttgart 21

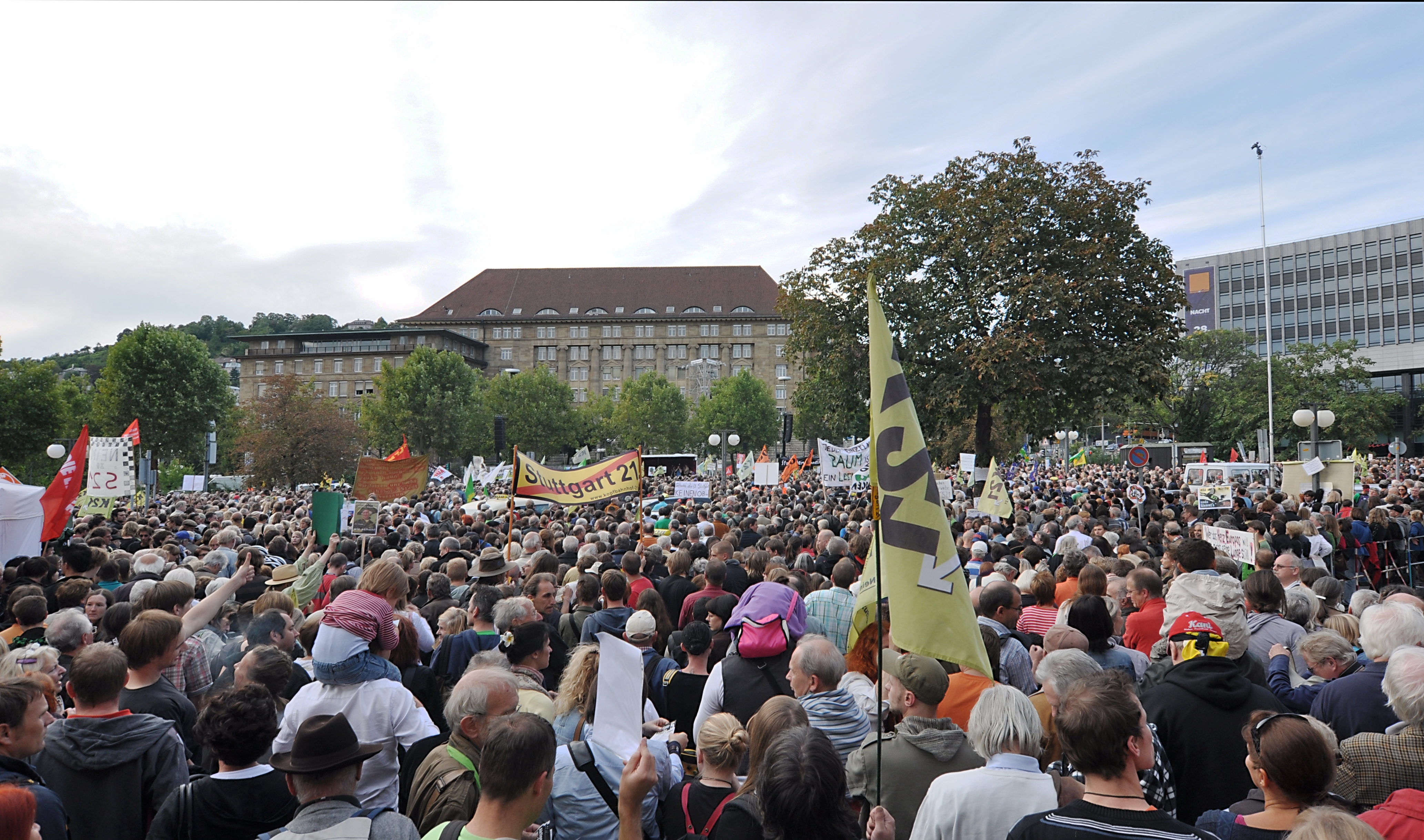
Montagsdemonstration vor dem Nordeingang des Hauptbahnhofs Stuttgart am 6. September 2010

Ab der zweiten Jahreshälfte von 2010 zeichnete sich ab, dass das von Teilen der Bevölkerung heftig kritisierte Projekt Stuttgart 21, in dessen Zuge der Stuttgarter Hauptbahnhof umgebaut werden soll, zunehmende Brisanz im Landtagswahlkampf bekam. So wurde in Stuttgart immer öfter gegen das Projekt demonstriert und es kam Ende September 2010 zu einem Polizeieinsatz mit hundert teils schwer Verletzten. Dies führte zu Schlichtungsgesprächen, die unter großer medialer Aufmerksamkeit vom Sender Phoenix live übertragen wurden.
Während CDU und FDP das Projekt befürworteten, wurde es von den GRÜNEN, LINKEN und Piraten abgelehnt (siehe auch Protest gegen Stuttgart 21). Die SPD, die das Projekt ebenfalls unterstützte, forderte zu diesem Thema einen Volksentscheid, der nach der Wahl umgesetzt wurde (siehe Volksabstimmung zu Stuttgart 21).

#### Atomausstieg
Ein weiteres Thema war der „Ausstieg aus dem Atomausstieg“, also die Laufzeitverlängerung deutscher Kernkraftwerke: Hatte die rot-grüne Bundesregierung im Jahr 2001 einen Atomausstieg bis 2022 beschlossen, verlängerte die Regierung Merkel II die AKW-Laufzeiten im Oktober 2010 um 8 bzw. 14 Jahre. Im Bundesland befanden sich die Kernkraftwerke Philippsburg und Neckarwestheim sowie das 2005 vom Netz genommene Obrigheim.
Beim schweren Seebeben mit Flutwelle in Japan am 11. März 2011 starben über 15.000 Menschen, und ein Kernkraftwerk wurde beschädigt. Die anschließende Nuklearkatastrophe von Fukushima rückte die Debatte über einen Atomausstieg in Deutschland ins Zentrum der Wahlkampfthemen. Bei einer lang zuvor geplanten Demonstration am Tag darauf protestierten statt der erwarteten 40.000 Teilnehmer 60.000 Menschen in Baden-Württemberg gegen Atomkraft. Vertreter von CDU und FDP, darunter insbesondere der CDU-Spitzenkandidat Stefan Mappus, hatten vor Fukushima nachdrücklich für eine deutliche Verlängerung der AKW-Laufzeiten plädiert. Nach dem Beginn der Katastrophe erklärten sowohl die CDU als auch die FDP des Landes, sie seien für einen „mittelfristigen bis langfristigen“ Ausstieg aus der Atomkraft. SPD, DIE LINKE, GRÜNE und die meisten kleinen Parteien forderten einen raschen Ausstieg.

#### Bildungspolitik
Laut einer Umfrage im Auftrage der Stuttgarter Zeitung hielten 90 % der Wähler die Bildungspolitik für „wichtig oder sehr wichtig“, womit sie noch vor der Energie- und Umweltpolitik (88 %) oder der Wirtschaftspolitik (86 %) rangierte. CDU und FDP wollten das dreigliedrige Schulsystem beibehalten und die Ganztagesbetreuung weiter ausbauen, u. a. durch die Einrichtung von Ganztagsschulen. Grüne und SPD wollten die Einrichtung von Ganztagsschulen ebenfalls vorantreiben, forderten aber eine schrittweise Abkehr vom dreigliedrigen Schulsystem und die Einführung einer zehnjährigen Gesamtschule (an die sich dann eine dreijährige gymnasiale Oberstufe anschließen würde). In Bezug auf die Hochschulfinanzierung wollte die bisherige Regierungskoalition weiterhin Studienbeiträge erheben, die FDP plante, diese aber in Zukunft nachgelagert und einkommensabhängig zu erheben, sodass während des Studiums keine Gebühren anfallen. SPD, Grüne und Piraten wollten die Studiengebühren abschaffen und die fehlenden Einnahmen der Universitäten durch Zuschüsse aus dem Landeshaushalt ersetzen.

#### EnBW
Die Landesregierung gab am 6. Dezember 2010 bekannt, von Électricité de France 45,01 % der Anteile von EnBW (unter anderem Betreiber der beiden Kernkraftwerke in Baden-Württemberg) zu kaufen. Ministerpräsident Stefan Mappus verkündete zunächst, das würde 4,67 Milliarden Euro kosten, musste in einer nichtöffentlichen Sitzung des Finanzausschusses im Landtag allerdings einräumen, dass der Aktienkauf tatsächlich 5,9 Milliarden Euro – also gut 1,2 Milliarden mehr als zunächst behauptet – kostet.
Die Landesregierung hatte den Kauf auf Grundlage des Notbewilligungsrechts des Finanzministers beschlossen, ohne das Parlament vor dem bindenden Vertragsabschluss um Zustimmung zu bitten. Dagegen klagen die Landtagsfraktionen von SPD und Grünen vor dem Staatsgerichtshof.
Auch weitere Umstände des Kaufs wurden von Grünen und SPD kritisiert: Der Verkauf wurde nicht von der LBBW oder einem Konsortium baden-württembergischer Banken, sondern von Dirk Notheis, Deutschland-Chef der US-Investmentbank Morgan Stanley, Beisitzer im CDU-Landesvorstand und Trauzeuge von Ministerpräsident Stefan Mappus, betreut. Die Höhe der Vergütung wird vertraulich behandelt, üblich wären rund 0,8 Prozent des Transaktionsvolumens.
Die Zinsen auf das Darlehen zum Kauf der EnBW-Anteile sollten durch die Dividenden von EnBW finanziert werden. Das von Bundeskanzlerin Angela Merkel (CDU) nach den Nuklearunfällen in Japan verkündete Atom-Moratorium führte zur Abschaltung von zwei der von EnBW betriebenen Kernreaktoren. Laut einer Berechnung des Öko-Instituts entgehen EnBW dadurch mindestens 45 Millionen Euro Einnahmen pro Monat. Falls das zu niedrigeren Dividendenzahlungen von EnBW führt, müssen bei der Zinszahlung stattdessen Steuergelder aus dem Landeshaushalt verwendet werden.

#### Direkte Demokratie
Die SPD, die GRÜNEN, die FDP, DIE LINKE und die Piraten fordern, die Hürden für Volksentscheide zu senken. Das Thema Volksentscheide wird dabei von SPD und Grünen mit Stuttgart 21 verknüpft.
Ein Informationsfreiheitsgesetz (IFG) auf Landesebene, das dem Bürger den Einblick in das behördliche Handeln ermöglichen soll, wird von SPD, den GRÜNEN, der FDP, und den Piraten befürwortet. Die CDU hat in der Vergangenheit ein IFG abgelehnt.

### Finanzierung
Den deutlich teuersten Wahlkampf leistete sich mit 2,3 Millionen Euro die SPD, was einen ähnlichen Betrag wie 2006 darstellte, als die SPD 2,4 Millionen Euro nicht ganz ausschöpfte. 75 % des Etats wurden 2011 für Plakate, Anzeigen und Broschüren aufgewendet. Weitere 20 % kosteten die Veranstaltungen, die restlichen 5 % flossen in die Wahlkampfunterstützung vor Ort. Die CDU wendete rund zwei Millionen Euro auf; die FDP 850.000 Euro, 100.000 Euro mehr als 2006. Die Grünen 600.000 Euro, 250.000 Euro mehr als 2006. Die Finanzierung der Landesparteien setzt sich aus Mitgliedsbeiträgen, Spenden und der staatlichen Parteienfinanzierung zusammen.

### Wahl-O-Mat
Zur Landtagswahl wurde ein Wahl-O-Mat geschaltet. Dieser wurde bis kurz vor der Wahl fast eine Million Mal abgerufen, was eine Vervielfachung der Nutzung gegenüber früheren Wahlen darstellt und als Beleg für das außerordentliche Interesse an der Wahl in Baden-Württemberg gesehen wird.

### Fernsehduell
Rund 490.000 Zuschauer in Baden-Württemberg verfolgten das im dritten Programm des SWR ausgestrahlte Fernsehduell zwischen Nils Schmid und Stefan Mappus. Die Einschaltquote lag mit 12,3 Prozent fast dreimal höher als die Quoten an einem durchschnittlichen Mittwochabend. Das Duell fünf Jahre zuvor zwischen Günther Oettinger (CDU) und Ute Vogt (SPD) hatte jedoch eine Quote von 13,3 Prozent.

## Wahlanalyse

### Wahlkampfthemen

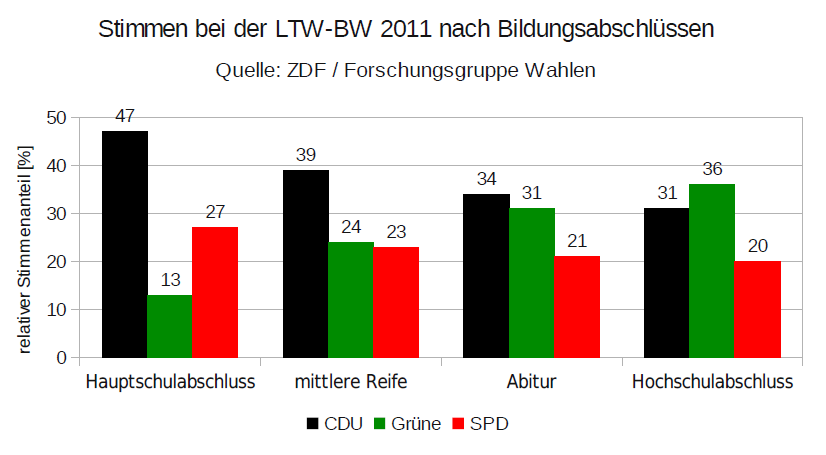
Wahlergebnis nach Bildungsabschlüssen

In einer Umfrage von infratest dimap gaben 47 Prozent der Befragten an, dass die Atom- und Umweltpolitik das wichtigste Problem im Land sei (2006: 7 Prozent), während dies über die Arbeitslosigkeit nur noch 17 Prozent sagten (2006: 65 Prozent). Nach den Störfällen im japanischen Kernkraftwerk Fukushima hatte die Bundesregierung angekündigt, die von ihr durchgesetzte Laufzeitverlängerung deutscher Kernkraftwerke zu überprüfen. Diese Wende wurde von 78 Prozent der Wähler als wahltaktisch und unglaubwürdig angesehen, nur 20 Prozent hielten den Kurswechsel für glaubwürdig. Der Umfrage zufolge teilten 87 Prozent der Befragten die Meinung, dass die CDU die Sorgen der Bürger beim Thema Atomkraft nicht ernst genommen habe; über die FDP sagten dies sogar 89 Prozent.
Von 62 Prozent der befragten Baden-Württemberger wurde kritisiert, dass man bei Ministerpräsident Stefan Mappus (CDU) nicht wisse, für welche Politik er steht; nur 33 Prozent waren mit seiner politischen Arbeit zufrieden (Winfried Kretschmann/Grüne: 44 Prozent, Nils Schmid/SPD: 42 Prozent). Trotzdem wurde Mappus mehrheitlich für führungsstärker und wirtschaftskompetenter als Kretschmann gehalten, der wiederum als sympathischer und glaubwürdiger angesehen wird. Über die FDP sagten 80 Prozent, dass sie sich zu stark um bestimmte Wählergruppen kümmere, und 77 Prozent waren der Meinung, dass sie Steuererleichterungen fordere, die nicht zu finanzieren seien. Insgesamt waren nur 41 Prozent zufrieden mit der Landesregierung (2006: 58 Prozent, 2001: 66 Prozent) und nur 37 Prozent fanden, dass CDU und FDP weiter regieren sollen.
Wähler mit niedrigerem Bildungsabschluss wählten eher CDU, während höhergebildete Gesellschaftsschichten mehrheitlich die Grünen wählten. Dies ist allerdings vor allem auf die Altersstruktur der Wählerschaft zurückzuführen.

### CDU
Die CDU wurde zwar wieder mit Abstand die stärkste Kraft, verlor mit 5,2 Prozentpunkten aber deutlich und erreichte mit einem Stimmenanteil von 39,0 Prozent ihr zweitschlechtestes Ergebnis bei einer Wahl zum baden-württembergischen Landtag. Die CDU wurde dabei am stärksten in katholisch geprägten Gebieten sowie in Gebieten mit niedriger Arbeitslosigkeit und in Gebieten mit geringer Einwohnerdichte gewählt. Nach Wählergruppen erreichte die CDU unterdurchschnittliche Ergebnisse bei Arbeitslosen (23 Prozent), Erstwählern (30 Prozent), jungen Wählern (18 bis 24 Jahre: 31 Prozent) und Angestellten (34 Prozent), während sie überdurchschnittliche Ergebnisse bei Selbständigen (43 Prozent), Rentnern (48 Prozent) und älteren Wählern (60 Jahre und älter: 50 Prozent) erzielte.

### Bündnis 90/Die Grünen
Die Grünen konnten ihr Ergebnis von 2006 mehr als verdoppeln, sodass sie ihren bisher höchsten Stimmenanteil und gleichzeitig ihre größten Zuwächse bei einer deutschen Landtagswahl erreichten. Sie wurden mit 24,2 Prozent zweitstärkste Partei und können erstmals einen Ministerpräsidenten stellen. Die Wähler hielten die Kernenergiepolitik der Grünen, die sich schon seit Gründung der Partei für kernkraftfreie Stromerzeugung einsetzen, für am glaubwürdigsten und erkannten ihnen in dieser Sachfrage die beste Problemlösungskompetenz zu. 59 Prozent teilten die Meinung, dass es einen echten Kurswechsel in der Atompolitik nur mit den Grünen gebe, 60 Prozent sagten, dass die Partei diejenige Partei sei, die für den richtigen Umgang mit Kernkraft sorge (CDU: 19 Prozent, SPD: 10 Prozent). 68 Prozent fanden eine Regierungsbeteiligung der Grünen und 51 Prozent einen grünen Ministerpräsidenten gut. 50 Prozent meinten, dass die Grünen eine gute Alternative für alle seien, die von der CDU enttäuscht sind. Von allen Koalitionsmöglichkeiten wurde ein grün-rotes Bündnis mit 52 Prozent am häufigsten bevorzugt (Schwarz-Rot: 47 Prozent, Schwarz-Gelb: 38 Prozent, Schwarz-Grün: 28 Prozent). Im Vergleich zu Mappus wurde Kretschmann für sympathischer und glaubwürdiger gehalten. Die Grünen waren stark in Groß- bzw. Universitätsstädten und gemischt konfessionellen Gebieten mit hoher Einwohnerdichte. Bei den Wählergruppen erreichten die Grünen überdurchschnittliche Ergebnisse bei Arbeitslosen (26 Prozent), Frauen (27 Prozent), Angestellten (29 Prozent), Selbstständigen (31 Prozent) und Wählern im mittleren Alter (35 bis 44 Jahre: 32 Prozent), unterdurchschnittliche Ergebnisse bei älteren Wählern (60 Jahre und älter: 14 Prozent), Rentnern (16 Prozent), Arbeitern (18 Prozent), Kurzentschlossenen (19 Prozent) und Männern (22 Prozent).

### SPD
Die SPD verlor gegenüber dem bereits sehr schlechten Ergebnis von 2006 weitere 2,1 Prozentpunkte. Mit einem Stimmenanteil von 23,1 Prozent hatte die SPD ihr bei baden-württembergischen Landtagswahlen bislang schlechtestes Resultat, konnte sich jedoch erstmals seit dem Ende der großen Koalition 1996 wieder an der Regierung beteiligen, wenn auch als Juniorpartner der Grünen. Laut infratest dimap gaben 74 Prozent der Befragten an, dass die Position der SPD zu Stuttgart 21 unklar sei, und 52 Prozent meinten dasselbe über das Profil der baden-württembergischen SPD insgesamt. Trotzdem hätte im Falle einer Direktwahl des Ministerpräsidenten der SPD-Kandidat Schmid mit 50 Prozent gegen Mappus mit 37 Prozent vorne gelegen, während der Vorsprung bei einer Wahl zwischen Kretschmann (47 Prozent) und Mappus (42 Prozent) für den grünen Kandidaten geringer gewesen wäre. Die SPD wurde vermehrt in Gebieten mit hoher Arbeitslosigkeit, hoher Einwohnerdichte und schwacher Wahlbeteiligung gewählt. Nach Wählergruppen erhielt die SPD am meisten Stimmen von älteren Wählern (60 Jahre und älter: 26 Prozent) und Rentnern (27 Prozent), während sie den geringsten Stimmenanteil bei Wählern im mittleren Alter (35 bis 44 Jahre: 19 Prozent) erzielte.

### FDP
Die FDP kam mit 5,3 Prozent auf ihr in der Geschichte des Landes Baden-Württemberg schlechtestes Ergebnis. Sie verlor die Hälfte ihres Stimmenanteils (2006: 10,7 Prozent) und konnte nur knapp wieder in den Landtag einziehen. Im Vergleich zur Bundestagswahl 2009, bei der die FDP in Baden-Württemberg mit 18,8 Prozent fast so viele Stimmen wie die SPD und deutlich mehr Stimmen als die Grünen erreichte, sind die Verluste noch drastischer. Die FDP wurde vermehrt in evangelisch geprägten Gebieten sowie in Gebieten mit starker Wahlbeteiligung und in Gebieten mit niedriger Arbeitslosigkeit gewählt. Besonders stark wurde die FDP von Selbständigen gewählt, bei denen sie 10 Prozent erzielte.

### Die Linke
Alle übrigen Parteien, die zusammen auf 8,4 Prozent kamen, scheiterten an der Fünf-Prozent-Hürde. Unter diesen erreichte wie bei der vorangegangenen Landtagswahl Die Linke die meisten Stimmen, verlor jedoch leicht und konnte mit 2,8 Prozent wieder nicht in den Landtag einziehen. 82 Prozent der befragten Baden-Württemberger teilten die Meinung, dass die Vorstellungen der Linken unrealistisch und nicht finanzierbar seien. Nach Wählergruppen erreichte die Linke überdurchschnittliche Ergebnisse bei Arbeitslosen (12 Prozent) und Arbeitern (5 Prozent), während sie bei Selbstständigen nur 1 Prozent erzielte.

### Sonstige Parteien
Die erstmals angetretenen Piraten, die insgesamt 2,1 Prozent erreichten, erhielten besonders viele Stimmen von Erstwählern (9 Prozent). Die von 1992 bis 2001 im Landtag vertretenen rechtspopulistischen Republikaner mussten zum vierten Mal in Folge Verluste hinnehmen und kamen nur noch auf 1,1 Prozent. Die rechtsextreme NPD scheiterte mit einem Stimmenanteil von 0,97 Prozent knapp an der für die Parteienfinanzierung wichtigen Ein-Prozent-Hürde. Die ÖDP, die 1992 knapp zwei Prozent erzielt und seither bei Landtagswahlen in Baden-Württemberg kontinuierlich verloren hatte, konnte sich von 0,55 % von 2006 auf 0,85 % steigern. Im politischen Segment der christlich-konservativen Kleinparteien verlor die PBC, die 2006 noch 0,7 % der Stimmen erzielt hatte, aber 2011 nur noch in 10 Wahlkreisen antrat, über 80 % ihrer Wähler und landete bei 0,1 %, auch die von ihr 2008 abgespaltene AUF erreichte lediglich einen Stimmenanteil von 0,2 %.

## Wahlumfragen
| Institut                   | Datum      | CDU    | SPD    | GRÜNE  | FDP    | LINKE  | Sonstige |
| -------------------------- | ---------- | ------ | ------ | ------ | ------ | ------ | -------- |
| Emnid                      | 25.03.2011 | 38 %   | 23 %   | 25 %   | 05 %   | 04 %   | 05 %     |
| Forsa                      | 24.03.2011 | 38 %   | 24 %   | 24 %   | 05 %   | 04 %   | 05 %     |
| Forschungsgruppe Wahlen    | 18.03.2011 | 38 %   | 22,5 % | 25 %   | 05 %   | 04,5 % | 05 %     |
| Infratest dimap            | 17.03.2011 | 39 %   | 22 %   | 24 %   | 05,5 % | 04,5 % | 05 %     |
| Forsa                      | 11.03.2011 | 40 %   | 26 %   | 20 %   | 05 %   | 04 %   | 05 %     |
| Emnid                      | 27.02.2011 | 40 %   | 23 %   | 22 %   | 06 %   | 04 %   | 05 %     |
| Uni Freiburg               | 26.02.2011 | 41,1 % | 22,7 % | 24,2 % | 06,0 % | 02,8 % | 3,2 %    |
| Emnid                      | 13.02.2011 | 40 %   | 19 %   | 25 %   | 07 %   | 04 %   | 05 %     |
| Forschungsgruppe Wahlen    | 04.02.2011 | 41 %   | 19 %   | 25 %   | 06 %   | 04 %   | 05 %     |
| Infratest dimap            | 03.02.2011 | 39 %   | 21 %   | 24 %   | 06 %   | 05 %   | 05 %     |
| Emnid                      | 19.12.2010 | 41 %   | 19 %   | 29 %   | 04 %   | 04 %   | 03 %     |
| Infratest dimap            | 02.12.2010 | 39 %   | 18 %   | 28 %   | 05 %   | 05 %   | 05 %     |
| Forschungsgruppe Wahlen    | 27.11.2010 | 39 %   | 19 %   | 26 %   | 05 %   | 04 %   | 07 %     |
| Allensbach                 | 19.11.2010 | 38 %   | 22 %   | 26 %   | 05 %   | 05 %   | 04 %     |
| Forsa                      | 01.09.2010 | 37 %   | 24 %   | 24 %   | 06 %   | 04 %   | 05 %     |
| Infratest Politikforschung | 27.07.2010 | 37 %   | 25 %   | 20 %   | 07 %   | 05 %   | 06 %     |
| Infratest Politikforschung | 20.04.2010 | 41 %   | 23 %   | 17 %   | 08 %   | 05 %   | 06 %     |

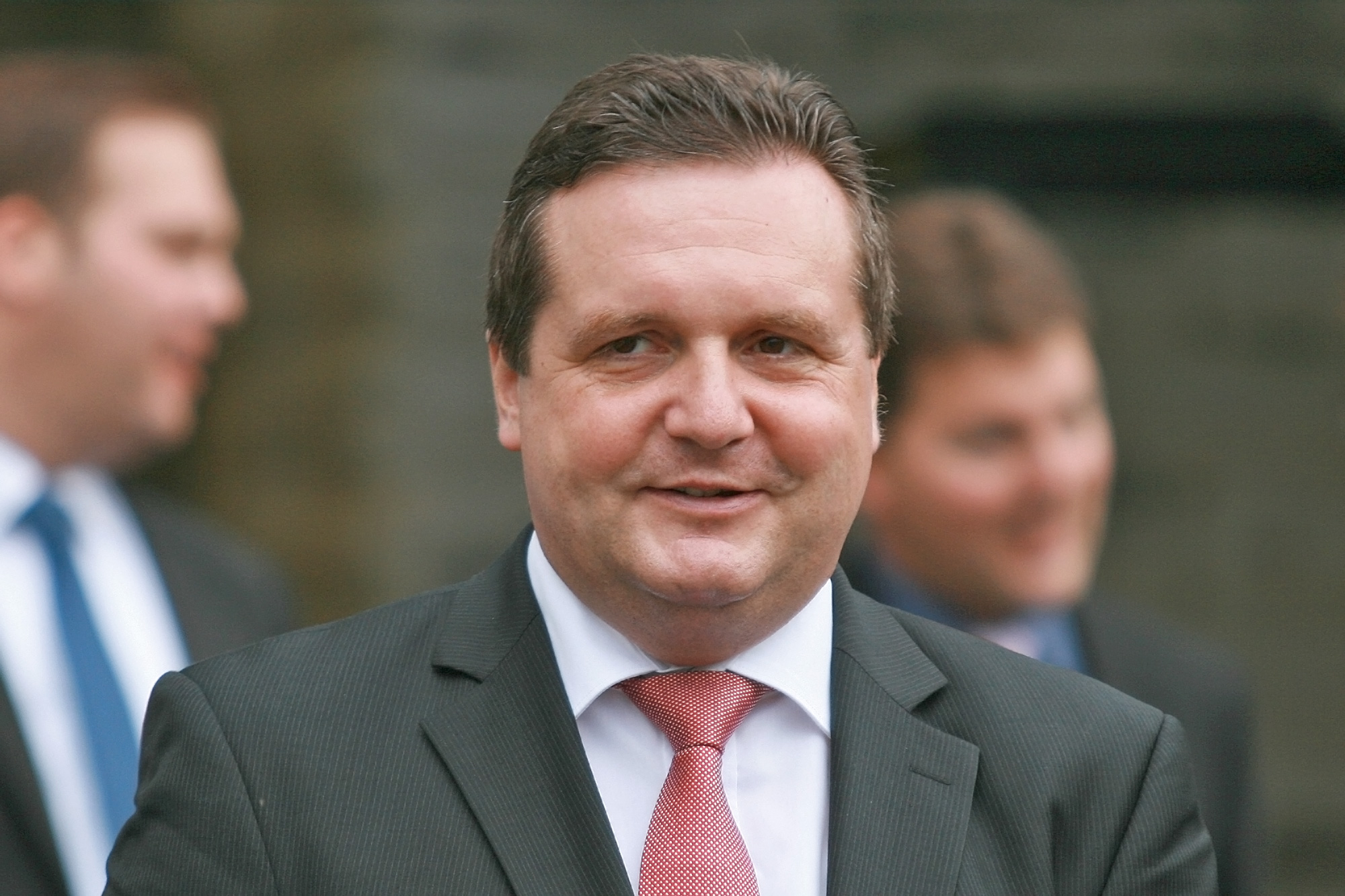
Stefan Mappus, CDU

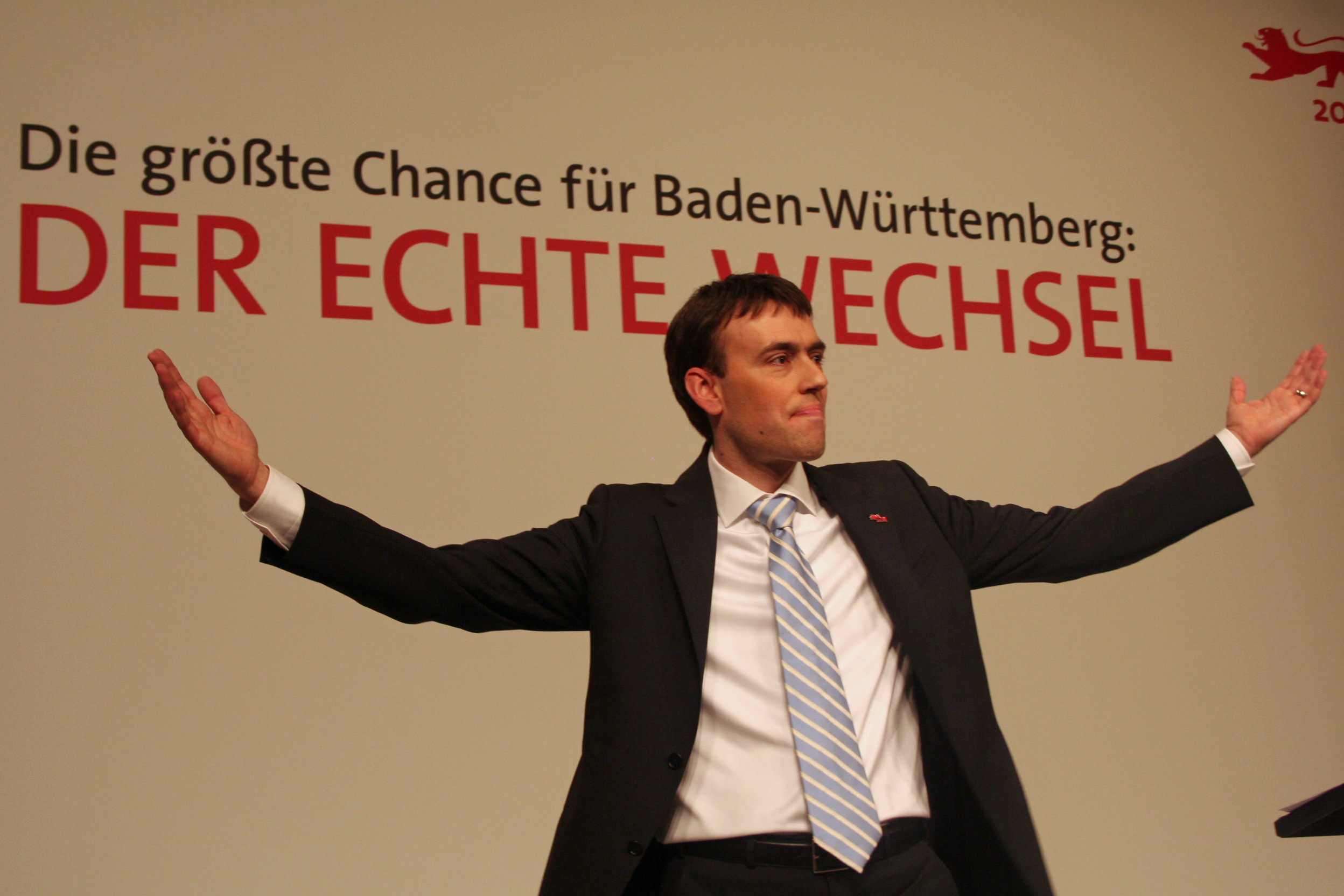
Nils Schmid, SPD (2011)

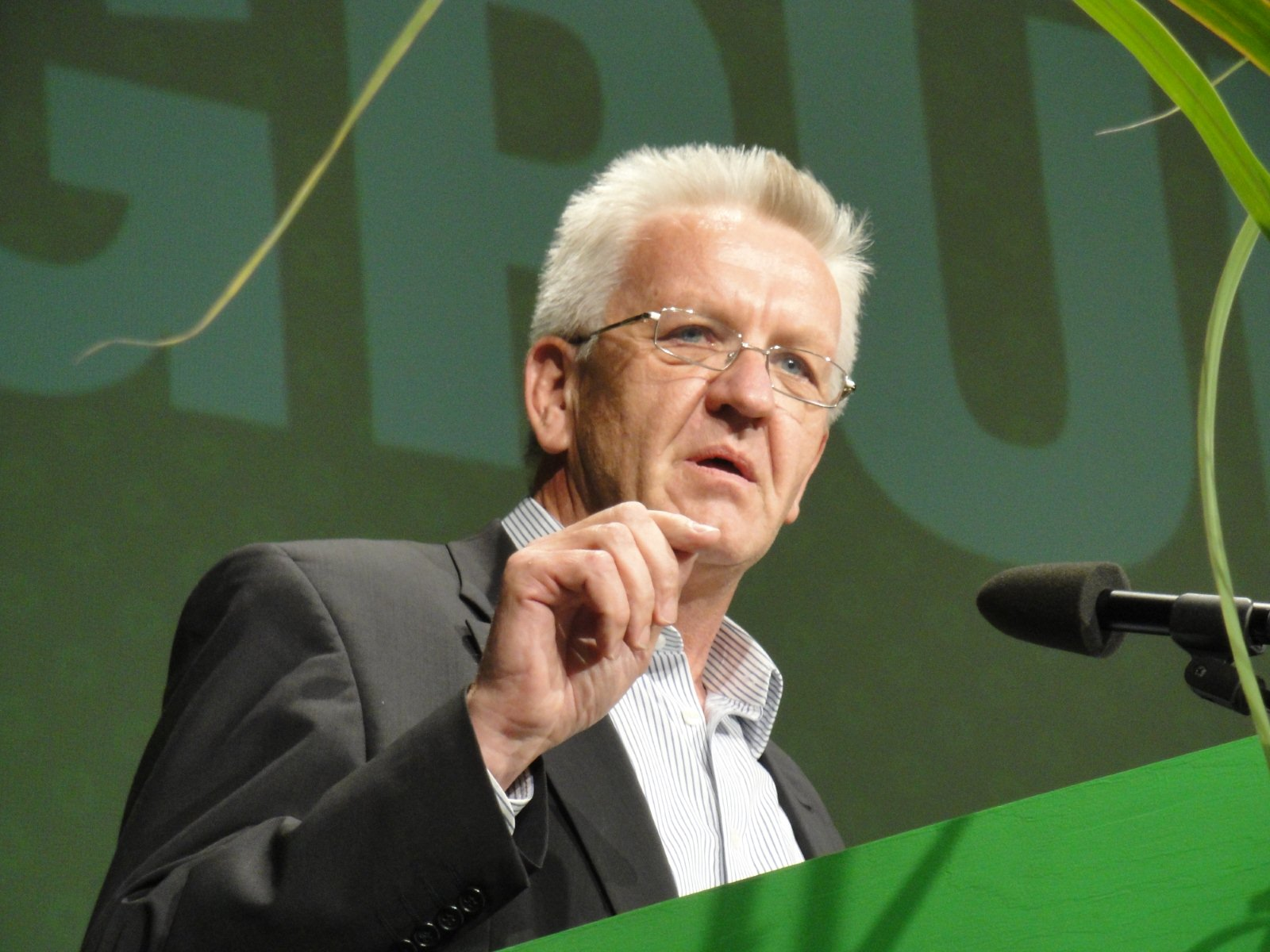
Winfried Kretschmann, GRÜNE (2010)

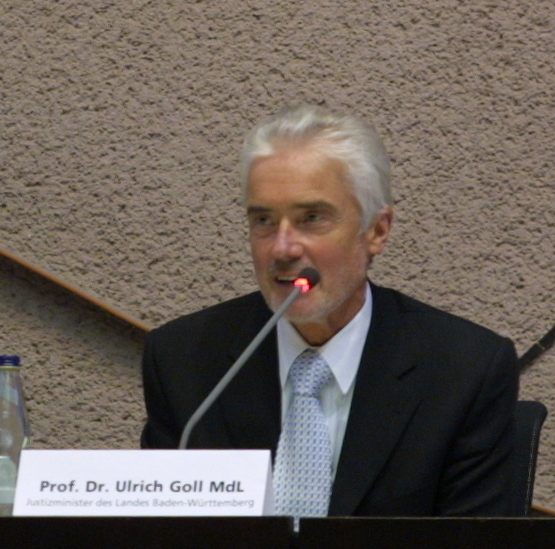
Ulrich Goll, FDP (2008)

Auf die Frage, welchen Ministerpräsidenten sie direkt wählen würden, antworteten die Baden-Württemberger wie folgt:
| Institut                | Datum      | Mappus | Schmid | Kretschmann | andere(n)/ *keinen von ihnen |
| ----------------------- | ---------- | ------ | ------ | ----------- | ---------------------------- |
| Infratest dimap         | 27.03.2011 | 37 %   | 50 %   | ?           | ?                            |
| Infratest dimap         | 27.03.2011 | 42 %   | ?      | 47 %        | ?                            |
| Forsa                   | 24.03.2011 | 25 %   | 22 %   | 20 %        | 33 %                         |
| Forschungsgruppe Wahlen | 18.03.2011 | 37 %   | –      | 32 %        | –                            |
| Forschungsgruppe Wahlen | 18.03.2011 | 33 %   | 37 %   | –           | –                            |
| Infratest dimap         | 17.03.2011 | 36 %   | 39 %   | –           | –                            |
| Infratest dimap         | 17.03.2011 | 39 %   | –      | 39 %        | –                            |
| Uni Freiburg            | 26.02.2011 | 39,4 % | 15,0 % | 13,3 %      | 32,4 %                       |
| Infratest dimap         | 03.02.2010 | 39 %   | 36 %   | –           | 13 %*                        |
| Infratest dimap         | 02.12.2010 | 46 %   | –      | 31 %        | 16 %*                        |
| Forschungsgruppe Wahlen | 27.11.2010 | 30 %   | 9 %    | 20 %        | 41 %                         |